# Suratá
Suratá è un comune della Colombia facente parte del dipartimento di Santander.
L'abitato venne fondato da Pedro Alonso Pinzón nel 1728, mentre l'istituzione del comune è del 30 settembre 1887.